# 14939 Norikura
14939 Norikura è un asteroide della fascia principale. Scoperto nel 1995, presenta un'orbita caratterizzata da un semiasse maggiore pari a 2,7578829 UA e da un'eccentricità di 0,1137744, inclinata di 4,30565° rispetto all'eclittica.